# Frances Farmer
Frances Elena Farmer (Seattle, 19 september 1913 – Indianapolis, 1 augustus 1970) was een Amerikaans actrice.

## Biografie
Farmer studeerde aan het begin van de jaren 30 drama aan de Universiteit van Washington. In deze periode speelde ze ook in verschillende toneelstukken. In 1935 vertrok ze naar New York, in de hoop op een succesvolle carrière op Broadway. Ze werd echter ontdekt door een producent van Paramount Pictures en kreeg een filmcontract aangeboden. In 1936 volgde haar filmdebuut, met de hoofdrol in een B-film.
Haar doorbraak kwam in datzelfde jaar, met de vrouwelijke hoofdrol in Come and Get It (1936). Ze stond echter al vanaf het begin bekend als een actrice waar moeilijk mee te werken viel. Haar gedrag kostte haar uiteindelijk een rol in Stella Dallas (1937). Ze kreeg onenigheden met bazen van Paramount Pictures, die haar enkel rollen gaven op basis van haar uiterlijk. Ze werd al snel bestempeld als een rebelse ster en in de roddelbladen werden verschillende geruchten over haar geplaatst.
Farmer verliet om die reden Hollywood in 1937. Ze maakte kort carrière in het theater en kreeg een affaire met Clifford Odets, die getrouwd was met actrice Luise Rainer. Ze brak door op Broadway en werd een populaire theateractrice, maar was gebonden aan haar contract nog in films te verschijnen. Het contract met Paramount werd in 1942 verbroken. Naar geruchten gebeurde dit wegens haar verslaving aan alcohol en onacceptabele gedrag op de set van Take a Letter, Darling. Ze werd ontslagen en de rol werd overgenomen door Rosalind Russell.
Op de nacht van 19 oktober 1942 werd Farmer aangehouden, omdat ze dronken achter het stuur zat. Ze betaalde de boete die haar werd opgelegd niet, met als gevolg dat ze in 1943 werd gearresteerd. Farmer weigerde echter mee te werken. Ze werd naar een ziekenhuis gebracht, waar een vorm van psychose werd geconstateerd. Om die reden werd ze overgebracht naar een sanatorium, waar ook werd bevestigd dat ze last had van schizofrenie. Ze kreeg hiertegen, zonder toestemming, schoktherapie. In de zomer van 1944 werd ze genezen verklaard.
Farmer moest in eerste instantie bij haar familie verblijven, maar ze liep weg. Ze werd gearresteerd, omdat ze door de straten dwaalde. Later werd ze vrijwillig naar een sanitorium overgebracht, waar ze vijf jaar lang werd opgesloten. Mogelijk onderging ze in deze periode ook een lobotomie. Ze werd vrijgelaten in 1950 en verscheen hierna in verschillende talkshows. Ook werkte ze van 1958 tot en met 1964 als presentatrice van haar eigen programma, Frances Farmer Presents. Ze begon echter in de jaren 60 weer extreem gedrag te vertonen. Ze werd verschillende keren opgepakt wegens rijden onder invloed. Ze stierf op bijna 57-jarige leeftijd aan slokdarmkanker.
Twaalf jaar na haar dood bracht regisseur Graeme Clifford een film uit over Farmers leven, getiteld Frances. Hoewel deze geadverteerd werd als biografisch, kloppen verschillende feiten hierin aantoonbaar niet. Farmer werd in Frances gespeeld door Jessica Lange. Die werd hiervoor genomineerd voor een Academy Award evenals medespeelster Kim Stanley, die gestalte gaf aan Lillian Farmer.

## Trivia
- Frances Farmer Will Have Her Revenge On Seattle is een nummer geschreven door Kurt Cobain en verschenen op het Nirvana-album In Utero in 1993.

- Bibsys: 1039584
- Biblioteca Nacional de España: XX4856098
- Bibliothèque nationale de France: cb139965077 (data)
- Catàleg d'autoritats de noms i títols de Catalunya: 981061044876306706
- Gemeinsame Normdatei: 118531972
- International Standard Name Identifier: 0000 0001 1642 0681
- Library of Congress Control Number: n87911929
- Nationale Bibliotheek van Tsjechië: xx0159435
- Nationale bibliotheek van Australië: 56642395
- Nationale Bibliotheek van Israël: 987007422739905171
- Nederlandse Thesaurus van Auteursnamen: 102048290
- SNAC: w68d35ck
- Système universitaire de documentation: 084618213
- Virtual International Authority File: 51885184
- WorldCat: E39PBJhmFfXcbPTqrvxXvQtBT3